# سام موريسون
سام موريسون (بالإنجليزية: Sam Morrison)‏ هو عازف جاز أمريكي، ولد في 1953.